# Stefanie von Berge
Stefanie von Berge (* 19. März 2001 in Düsseldorf) ist eine deutsche Boxerin im Weltergewicht,
die bei den EUBC Boxeuropameisterschaften der Frauen 2022 die Goldmedaille gewann.
Sie ist die erste deutsche Boxerin, die eine EM-Gold-Medaille gewann.

## Karriere
Stefanie von Berge wird unter anderem von ihrem Vater Serge von Berge beim SC Colonia 06 und dem Olympiastützpunkt Rheinland trainiert. Ihre Karriere begann 2015 als 14-Jährige mit dem Gewinn der Deutschen Junioren-Meisterschaft im Bantamgewicht, wo sie mit einer Ausnahmegenehmigung teilgenommen hatte. Den Titelgewinn wiederholte sie 2017 im Leichtgewicht und gewann auch die Silbermedaille bei der Junioren-Europameisterschaft in Sofia.
2018 gewann sie den Titel der Deutschen Jugendmeisterin im Halbweltergewicht, gewann Bronze bei der Jugend-Europameisterschaft 2018 in Roseto und 2019 Silber bei der Jugend-Europameisterschaft in Sofia. Ebenfalls 2019 gewann sie im Halbweltergewicht ihren ersten Deutschen Meistertitel bei den Erwachsenen (Elite) wo sie als U19 (Jugend) mit einer Ausnahmegenehmigung teilgenommen hatte.
Bei U22-Europameisterschaften gewann sie 2021 in Roseto Gold im Halbweltergewicht und 2022 in Poreč Gold im Weltergewicht.
Ihren größten Erfolg erzielte sie dann mit dem Gewinn der Goldmedaille im Weltergewicht bei der Europameisterschaft 2022 in Budva, nachdem sie sich gegen Kaci Rock, Jelena Janićijević und Aneta Rygielska durchgesetzt hatte. Sie wurde damit die erste deutsche Box-Europameisterin bei den Erwachsenen. Zudem erhielt sie den Pokal für die technisch beste Boxerin des Europameisterschaftsturniers.
Bei den Europaspielen 2023 in Krakau unterlag sie diesmal im Achtelfinale mit 1:4 gegen Aneta Rygielska. Bei der U22-Europameisterschaft in Montenegro gewann sie die Silbermedaille im Weltergewicht.
| Year | European Championships | Other International Tournaments                                                                                               | German National Championships                  |
| 2015 |                        | 🥇 Black Forest Cup (GER) Best Technician 🥇 Kader Tournament (GER) Best Technician 🥇 Black Forest Cup (GER) Best Technician | 🥇 U17 (Special U15 exemption)                 |
| 2016 |                        | | 🥈 U17                                         |
| 2017 | 🥈 U17                 | 🥇 Nation Cup (Serbia) 🥇 Black Forest Cup (GER) Best Technician                                                              | 🥇 U17 (Best Technician)                       |
| 2018 | 🥉 U19                 | 5th Place U19 World Championships (HUN) 🥇 Black Forest Cup (GER) Best Technician 🥇 Rond Robin (GER) 🥈 Nation Cup (Serbia)  | 🥇 U19 (Best Technician)                       |
| 2019 | 🥈 U19                 | 🥇 BB Cup (GER) (Best Technician)                                                                                             | 🥇 Elite (Special U19 exemption)               |
| 2020 |                        | 🥇 Rond Robin (Chemnitz) Quali U22                                                                                            |                                                |
| 2021 | 🥇 U22*                | 🥉 World Cup (GER) 🥈 Balkan Tournament (BUL)                                                                                 | 🥇 German Student Nationals                    |
| 2022 | 🥇 U22 🥇 Elite**      | 🥈 Strandja Tournament (BUL)                                                                                                  | 🥇 Elite Amateur-Boxerin des Jahres (BOXSPORT) |
| 2023 | 🥈 U22                 | 🥇 World Cup (GER) 🥈 GeeBee Tournament (FIN)                                                                                 | 🥇 U22 Amateur-Boxerin des Jahres (BOXSPORT)   |

* First German U22 European Champion (since 2012).
** First German Elite European Champion + Best Technician (since 2001).

## Sonstiges
Stefanie von Berges Mutter war Basketballspielerin in Kirgisistan. Vor dem Boxen übte sie Judo und Rhythmische Sportgymnastik aus.
Nach dem Abitur 1,0 am Lessing-Gymnasium in Köln-Porz begann sie ein Medizinstudium an der Universität zu Köln. Zudem ist sie Sportsoldatin der Bundeswehr.